# Ghetto di Daugavpils
Il ghetto di Daugavpils (in tedesco: Ghetto Dünaburg, in russo: Dvinsk) fu creato in un'antica fortezza vicino a Daugavpils in seguito all'occupazione  della Lettonia da parte della Germania nazista nell'estate del 1941. Daugavpils è la seconda città più grande della Lettonia, situata sul fiume Daugava nella regione di Letgallia. La città era militarmente importante per la presenza del nodo stradale e ferroviario. Prima della seconda guerra mondiale, Daugavpils era il fulcro di una fiorente comunità ebraica nella regione e uno dei centri più importanti della cultura ebraica nell'Europa orientale.
Nel corso dell'occupazione tedesca della Lettonia, la stragrande maggioranza degli ebrei nella regione fu uccisa a causa della politica di sterminio nazista. Molti degli omicidi associati al ghetto si sono verificati nella vicina foresta di Pagulanka, nota anche come Polulanka e Pogulianski. Sebbene conosciuta come un "ghetto", questa vecchia fortezza fu trasformata in una prigione per detenere temporaneamente ebrei prima che venissero uccisi nella foresta di Pagulanka.

## L'Olocausto inizia a Daugavpils

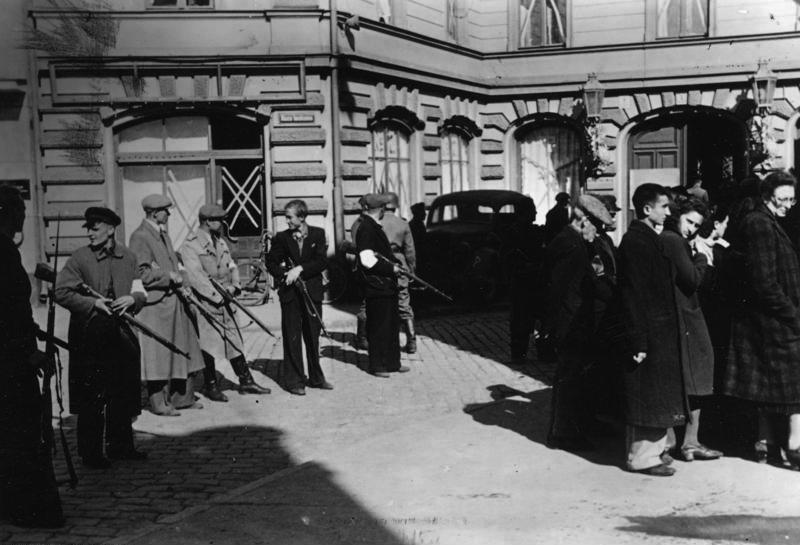
Questa immagine, scattata a Liepāja, in Lettonia, nel luglio del 1941, mostra i lettoni nativi armati e a guardia degli ebrei

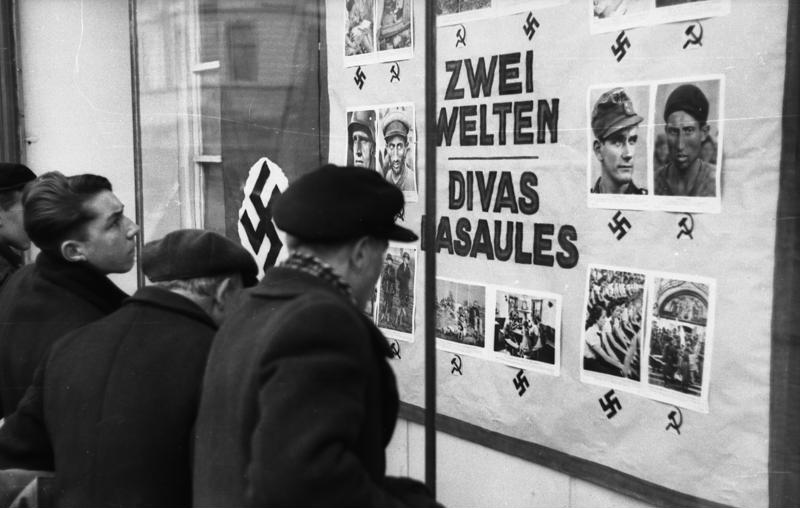
Immagine di propaganda tedesca che mostra i lettoni che leggono il display di propaganda tedesca

Al momento dell'invasione, a Daugavpils vivevano circa 12.000 ebrei. Di fronte all'esercito tedesco, iniziò a spostarsi un'enorme colonna di profughi verso nord-est, sull'autostrada da Kaunas a Daugavpils, inclusi non solo gli ebrei dalla Lituania, ma anche i soldati dell'Armata Rossa separati dalle loro unità, dove i profughi si aspettavano di trovare un posto sicuro o magari salire su un treno per fuggire ad est. Alcuni rifugiati ebrei riuscirono a raggiungere il confine sovietico, ma fu loro impedito l'attraversamento dalle guardie NKVD; alla fine ad alcuni fu permesso di attraversare il confine, ma era troppo tardi per la maggior parte delle persone.
Dopo diversi giorni di bombardamenti aerei, l'esercito tedesco catturò Daugavpils il 26 giugno 1941, anche se nelle immediate vicinanze si è combattuto ancora per diversi giorni. Un incendio divampò in città, incidente che i nazisti sfruttarono in seguito per incolpare gli ebrei. Secondo il rapporto ufficiale di EK 1b:
Il 29 giugno 1941, per ordine di Robert Blūzmanis, che era stato nominato dai tedeschi capo della polizia lettone a Daugavpils, furono affissi per la città grandi cartelli che annunciavano in tedesco, russo e lettone che tutti i maschi ebrei di età inferiore ai 60 anni dovevano presentarsi quella mattina al mercato principale, in caso contrario sarebbe stata usata "la pena massima". Alcuni di loro furono messi al lavoro per seppellire i corpi di civili e soldati dell'Armata Rossa uccisi nei combattimenti, e più tardi, i cavalli morti. Molti altri furono costretti a scavarsi la fossa e semplicemente assassinati.

## Primi omicidi
Le uccisioni di massa degli ebrei in Lettonia facevano parte di un più ampio piano generale sviluppato dal governo tedesco. Gli aspetti del piano applicato alla Lettonia erano stati già praticati in altri paesi, come l'incendio delle sinagoghe in Germania e la ghettizzazione in Polonia. La Lettonia ha presentato un nuovo sviluppo nell'Olocausto, ovvero l'attuazione di uccisioni di massa immediatamente dopo l'occupazione di un paese.
Il Sicherheitsdienst (SD) tentò di svegliare i sentimenti antiebraici locali costringendo gli ebrei a scavare fosse comuni dei lettoni che erano stati assassinati dall'NKVD durante l'occupazione sovietica iniziata nel giugno 1940. Questo faceva parte di un piano generale dell'SD per associare gli ebrei al comunismo e ai russi, entrambi impopolari in Lettonia. Le guardie lettoni alle prime esecuzioni chiedevano agli ebrei in attesa di essere giustiziati se avessero avuto voglia di cantare "Katyusha", una popolare canzone patriottica russa della seconda guerra mondiale.
Il 28 giugno 1941, due giorni dopo la caduta di Daugavpils, i nazisti radunarono gli ebrei in una sinagoga, poi li portarono fuori e li fucilarono. Altri ebrei sono stati assassinati casualmente semplicemente camminando per strada. Domenica 29 giugno 1941, l'esercito tedesco iniziò a radunare gli uomini ebrei a Daugavpils per sottoporli a pratiche di terrore, di umiliazione e alla prigionia in condizioni brutali e sovraffollate. Sotto la minaccia di una pistola puntata, i tedeschi li fecero gridare "Heil Hitler" e cantare Deutschland über alles. I sopravvissuti hanno riferito:
– Uno degli assassini si avvicinò a mio padre e gli gridò in faccia: 'Quante case hai bruciato?' e gli diede un colpo di pistola. * * * sono entrati due tedeschi e si sono messi a gridare che siamo comunisti e per questo ci nascondiamo – e volevano arrestarci. (Paula Frankel-Zaltzman)»
I tedeschi li accusarono di aver dato fuoco a Daugavpils. Secondo il rapporto ufficiale di Stahlecker:
Gli ebrei in generale e i rifugiati lituani in particolare furono accusati di essere comunisti. L'8 luglio 1941, un giornale di Daugavpils, pubblicò un editoriale coerente con gli sforzi tedeschi per incolpare gli ebrei delle atrocità comuniste:
Col passare del tempo, un numero crescente di poliziotti ausiliari lettoni sorvegliava la prigione dove erano detenuti gli uomini ebrei. Entro l'8 luglio, il lavoro era diventato così duro che gli ebrei venivano letteralmente sfiniti fino alla morte. Un incarico includeva il rotolamento di enormi blocchi di pietra in cima a una collina, un altro il trasporto di legname pesante per diversi chilometri. Le guardie tedesche colpivano i prigionieri con frustate a volontà. In seguito, tra le vedove degli uomini che furono arrestati e uccisi il 29 giugno, a proposito dei loro mariti, sorse l'espressione che "fu portato in prigione quella prima domenica."

## Strage al Railroad Park

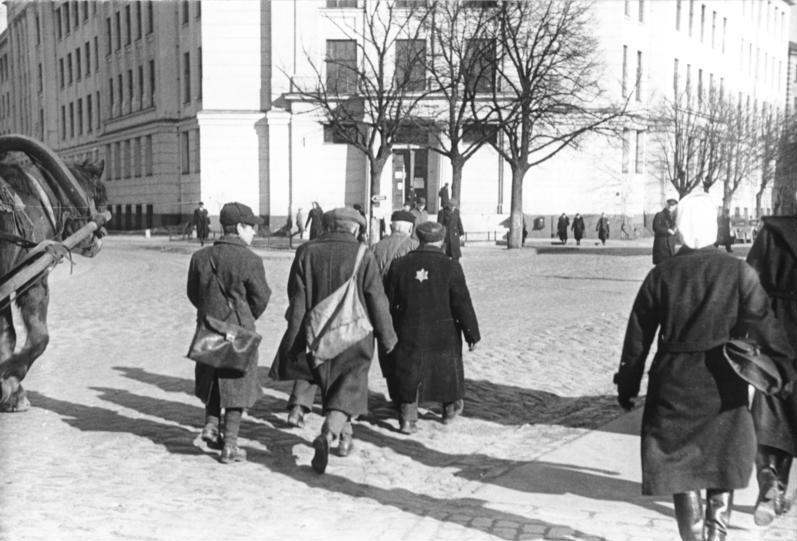
Questa immagine, scattata a Riga nel 1942, mostra sia la stella gialla che gli ebrei dovevano indossare in Lettonia sia l'obbligo di camminare sulla carreggiata e non sul marciapiede

Entro il 7 luglio 1941, la polizia lettone aveva arrestato circa 1.250 persone, tra cui 1.125 ebrei, e le teneva nella prigione principale di Daugavpils. Erich Ehrlinger, il comandante dell'Einsatzkommando Ib, fu processato in un tribunale della Germania occidentale negli anni '60. La corte ha accertato che a Daugavpils si erano verificati quattro precedenti massacri, di cui due in un luogo corrispondente alla descrizione di Parco della ferrovia, chiamato anche Giardino del ferroviere (in lettone: Dzelzceļniecki dārzs), uno nei campi di addestramento dell'esercito vicino a Mežciems e un altro vicino a un cimitero a circa mezz'ora a piedi a nord della città. Il professor Ezergailis ha ritenuto che questi potessero non essere stati adeguatamente descritti alla corte.
Iwens, un sopravvissuto al massacro di Railroad Park, ne dà una delle poche descrizioni. L'8 luglio 1941, i tedeschi costrinsero un gruppo di ebrei a scavare dei fossati nel Railroad Park, Il giorno successivo, il 9 luglio, i tedeschi iniziarono a sparare agli ebrei e a spingere i corpi nei fossati. In città si sentiva il rumore degli spari, che si ripetevano a intervalli regolari. Tra gli assassinati c'era un uomo che ha cercato di spiegare a una guardia che era un veterano decorato dell'esercito tedesco dalla prima guerra mondiale. Mentre le guardie in questa operazione erano lettoni, i supervisori erano solamente tedeschi. Un ufficiale tedesco ha canticchiato la Beer Barrel Polka tra una sparatoria e l'altra alla nuca. I tedeschi riempirono tutte le trincee scavate l'8 luglio con i corpi delle persone uccise il 9 luglio, ma c'erano ancora molte persone rimaste in vita che avevano intenzione di uccidere. Alla fine delle uccisioni, i sopravvissuti furono messi al lavoro per scavare nuove fosse e rincalzare la terra sui corpi nelle trincee precedenti. Il giorno successivo, 10 luglio, gli omicidi ripresero. Il sopravvissuto Iwens riferì dopo la guerra ciò che aveva appreso da un altro sopravvissuto, Haim Kuritzky, su ciò che accadde alle fosse:
Kuritsky si salvò quando si scoprì che i tedeschi avevano calcolato male il numero di corpi che potevano mettere nelle fosse:
Chiunque non lavorasse abbastanza velocemente per coprire i corpi veniva fatto sdraiare su di loro e veniva ucciso dall'ufficiale tedesco, che urlava contro di loro "più veloce, più veloce", e delirava istericamente contro gli ebrei. Il numero delle vittime non è chiaro. Iwens, che mentre era presente, stava cercando di sopravvivere, ha detto che sono stati uccise "migliaia" di persone. I tedeschi riferirono di aver ucciso 1.150 ebrei entro l'11 luglio. I tedeschi in seguito separarono coloro che si identificavano come artigiani, come i falegnami, dai professionisti. Alcuni degli artigiani sono stati tenuti in vita per un po', ma i professionisti sono stati uccisi immediatamente. Dopo il massacro di Railroad Park, pochi tedeschi furono visti nell'area della prigione, che era gestita per la maggior parte dalla polizia ausiliaria lettone.

## Misure contro gli ebrei
Roberts Blūzmanis, il capo della polizia lettone a Daugavpils, ha esaudito i desideri dell'SD per alcune restrizioni ebraiche. Fu Blūzmanis, che operava per l'SD, ad ordinare che tutti gli ebrei di Daugavpils di età superiore ai quattro anni indossassero le stelle gialle a sei punte sul davanti e sul retro dei loro vestiti. Secondo Stahlecker, capo dell'Einsatzgruppe A:

In seguito, i nazisti vietarono agli ebrei di usare i marciapiedi, di parlare con i non ebrei e di leggere i giornali. Frankel-Zaltzman ha riferito di essere stato insultato mentre lei e i suoi genitori venivano cacciati di casa: 

## Costruzione del ghetto
La costruzione del ghetto iniziò il 18 luglio 1941, come conferma lo stesso Stahlecker: "Oltre all'organizzazione e all'esecuzione di misure esecutive, la creazione dei ghetti nelle città più grandi fu iniziata subito durante i primi giorni di operazioni". Il lavoro forzato ebraico fu utilizzato per costruire il ghetto, che non era un vero quartiere residenziale, ma piuttosto una fortezza decrepita sul lato ovest del fiume Daugava, a breve distanza appena a nord-ovest del sobborgo di Griva, di fronte a la città principale di Daugavpils:"A luglio, quando l'ondata iniziale di sparatorie si è placata, i tedeschi locali e le loro controparti lettoni hanno radunato circa 14.000 ebrei di Daugavpils e delle aree periferiche di Latgale e li hanno stipati nel vecchio forte di Daugavpils, la Cittadella".

## Trasferimento forzato nel ghetto
Il 25 luglio 1941 i tedeschi ordinarono a tutti gli ebrei di trasferirsi nel ghetto il giorno successivo. Oltre a tutti gli ebrei di Daugavpils, quelli radunati il 26 luglio dovevano essere condotti nella fortezza, compresi gli ebrei arrivati dalla Lituania e dall'area circostante Daugavpils. Frankel-Zaltzman descrisse la scena:
Alcuni erano stati costretti a camminare fino a 50 chilometri. Le guardie lettoni imponevano i loro comandi picchiando gli operai con mazze lunghe quattro o cinque piedi. Tra l'altro, gli ebrei venivano picchiati se sorridevano nel riconoscere un altro prigioniero ebreo. Iwens, un testimone oculare, ha riferito che "molte donne hanno dovuto occuparsi da sole dei propri figli e dei genitori anziani, perché i loro uomini erano stati uccisi nel massacro della prigione".

## Perpetratori
L'Einsatzgruppe A fu incaricato da Reinhard Heydrich di uccidere gli ebrei degli stati baltici, compresa la Lettonia. Franz Walter Stahlecker era al comando delle Einsatzgruppen A. Ha operato in squadre più piccole conosciute come Einsatzkommandos. Latgale e Daugavpils furono assegnati a Einsatzkommando 1b, che, sotto Erich Ehrlinger, aveva ucciso circa 1.150 persone, per lo più ebrei, entro l'11 luglio 1941. Il successore di Ehrlinger a partire dall'11 luglio circa fu Joachim Hamann, che uccise 9.012 ebrei in Daugavpils, compresi molti portati da piccole città nel sud di Latgale prima di essere riassegnato il 22 agosto.
Il capo della polizia ausiliaria locale, Robert Blūzmanis, era responsabile della polizia ausiliaria lettone locale. Il suo ruolo negli omicidi fu quello di confinare gli ebrei nel ghetto della fortezza di Grīva e trasferirli nei luoghi di uccisione. Sono stati coinvolti anche gli uomini dell'autodifesa lettone e assassini di Arājs. Sembra che sia stata coinvolta anche la polizia lettone del comune di Daugavpils. Uno dei capi del distretto, Arvīds Sarkanis, scrisse esplicitamente della "liquidazione degli ebrei", fornendo il resoconto più dettagliato della partecipazione della polizia lettone.
Zaube, il comandante tedesco del ghetto di Daugavpils, si distinse per la sua estrema crudeltà. Ha giustiziato le persone che hanno infranto le sue numerose regole, in particolare coloro che avevano contrabbandato il cibo, davanti a tutti i detenuti sulla piazza interna del ghetto per spaventarli e intimidirli. Fu a Daugavpils che iniziò la liquidazione dei detenuti del ghetto. Dall'8 al 10 novembre 1941 a Mežciems furono uccise 3.000 persone. L'operazione era guidata dall'Obersturmbannführer Günter Tabbert, che allora aveva 25 anni.
La partecipazione dei lettoni locali alle uccisioni e alla ghettizzazione di Daugavpils è stata inizialmente minima, dopo due settimane di occupazione tedesca divenne sempre maggiore. Un'unità lettone SD è stata istituita a Daugavpils, insieme ad un'unità di polizia ausiliaria. Insieme all'SD, queste organizzazioni perseguitarono, confinarono e alla fine uccisero gli ebrei del ghetto di Daugavpils, ma la misura precisa del loro coinvolgimento non è chiara, perché per le uccisioni maggiori, il commando Arājs sarebbe stato trasferito da Riga.

## Omicidi di luglio e agosto

### Astuzia impiegata
Nel gergo degli autori e delle vittime, la parola tedesca "aktion" (letteralmente, azione) significava "sparatoria di massa". Le "azioni" sono continuate ininterrottamente nell'area di Daugavpils dalla fine di luglio, quando è stato istituito il ghetto, fino alla fine di agosto. Il 1º agosto 1941, la polizia del ghetto ebraico annunciò che un nuovo campo era stato preparato non lontano dal ghetto e ordinò che gli ebrei non residenti a Daugavpils dovessero raccogliere i loro averi e trasferirvisi. Secondo Frankel-Zaltzman:
Altre fonti affermano che furono gli anziani ed i malati ad essere chiamati nella prima aktion; la data era il 27 luglio 1941. Migliaia di persone erano stipate nella piccola vecchia fortezza, con solo due rubinetti dell'acqua, quasi senza servizi igienici e senza cibo. Molte persone erano naturalmente ansiose di andarsene. Una colonna di 2.000 persone fu rapidamente formata e marciò fuori sotto la guardia della polizia ausiliaria lettone. Pochi giorni dopo, forse il 6 agosto, un'offerta simile fu estesa a tutti i genitori con figli piccoli, con risultati simili.

### Assassinio nella foresta
Invece di andare in un nuovo campo, queste colonne sono state fatte marciare verso una serie di tombe preparate in un ex campo di addestramento dell'esercito lettone nei boschi di Pogulianka, vicino alla località di Mežciems, dove tedeschi e ausiliari lettoni hanno sparato alla gente e spinsero i loro corpi in fosse precedentemente scavate. È stato riferito che i bambini non venivano fucilati, ma semplicemente gettati in una fossa e sepolti vivi. Entro il 28 luglio 1941, anche le persone anziane e malate erano state portate fuori dal ghetto e sono stati assassinati a loro volta.
La copertura di terra ammucchiata sulle fosse era piuttosto sottile, e due ragazzi solo leggermente feriti e sopra i corpi ammucchiati riuscirono a scappare. L'uso dell'area boschiva per nascondere gli omicidi era tipico delle sparatorie di massa in Lettonia; gli omicidi al Railroad Park furono un'eccezione. I carnefici erano spesso ubriachi. Durante le prime due settimane dell'agosto 1941, l'SD effettuò ulteriori "selezioni" presso il ghetto, scegliendo chi sarebbe vissuto e chi sarebbe morto. Ci sono state anche azioni importanti il 18 e il 19 agosto. Le madri, i bambini, gli anziani e gli ammalati sono stati generalmente i "privilegiati" per morire. In particolare c'è stato un massacro di 400 bambini di un orfanotrofio. L'unica certezza sembrava essere la selezione per il lavoro da parte dei tedeschi, richiedevano un documento noto come Schein per dimostrare che la persona stava lavorando per un'unità militare tedesca. Mentre lo Schein non era una garanzia contro l'esecuzione, la sua mancanza era quasi certezza di condanna a morte. Man mano che le unità si spostavano al fronte, diventava più difficile procurarsi uno Schein.

### Numero di vittime
Come risultato di varie azioni in agosto, la popolazione del ghetto era stata ridotta a circa 6.000-7.000 persone. Secondo il nazista Karl Jäger, un componente dell'Einsatzkommando 3 aveva ucciso 9.012 ebrei a Daugavpils tra il 13 luglio e il 21 agosto 1941. Un altro rapporto nazista afferma che 9.256 ebrei furono giustiziati a Daugavpils fino al 15 ottobre 1941. Ci fu un arresto delle azioni per 10 settimane dopo il 22 agosto 1941, quando Hamann fu riassegnato e subentrò l'Obersturmbannführer Günter Hugo Friedrich Tauber.

## La vita nel ghetto

### Amministrazione ebraica
Il ghetto non era inteso come un quartiere cittadino imposto o riservato per consuetudine agli ebrei. Era piuttosto una prigione improvvisata, per tenere gli ebrei fino a quando non potevano essere eliminati. Gli ebrei formarono un proprio "comitato" (komitet, talvolta inteso come "consiglio") di circa 12 detenuti, per lo più professionisti e persone note, per gestire gli affari interni del ghetto, che all'inizio contava più di 14.000 persone. Misha Movshenzon, un ingegnere, era il capo del comitato. (Un'altra fonte dice che Movshenzon era nel comitato ma dà Mosche Galpern come presidente.) Il padre di Movshenzon era stato a capo della città di Daugavpils nel 1918, quando i tedeschi occuparono la città durante la prima guerra mondiale. Gli ebrei provenienti da altre città e villaggi della Latgalia e fino alla provincia di Vidzeme furono costretti a entrare nel ghetto, uomini e donne furono separati all'interno del ghetto.

### Trattamento da parte dei tedeschi
Gli operai qualificati erano alloggiati separatamente e ricevevano un trattamento migliore, comprese razioni di cibo migliori. I sopravvissuti registrarono che la crudeltà non era universale. Iwens ha riportato una serie di casi di trattamento gentile da parte, tra gli altri, di un aviatore tedesco, che è rimasto scioccato dalla sofferenza dei bambini nel ghetto. Suo fratello (in seguito tra gli assassinati), allo stesso modo è stato trattato bene da un'unità tedesca dove lavorava in cucina. In un'altra occasione, due soldati tedeschi, consapevoli che l'SD stava selezionando per l'esecuzione ebrei che non avevano lavoro, fecero finta che fossero necessari per lavorare con la loro unità, salvando così, almeno per un po', un gruppo di circa 30 persone. Iwens descrisse la situazione dal suo punto di vista di ebreo a cui era stato permesso di vivere come operaio qualificato:
Un altro sopravvissuto, Frankel-Zaltzman, descrisse come gli ultimi sopravvissuti del ghetto appresero da un soldato tedesco che non sarebbero stati massacrati, come avevano temuto, il 26 giugno 1942, che era il primo anniversario della caduta di Daugavpils:
In ogni caso, il rapporto tra ebrei e tedeschi rimaneva quanto meno strano: "Per quanto amichevole diventasse un tedesco con un ebreo, la consapevolezza che l'uno aveva un potere assoluto sull'altro faceva sembrare innaturale un'associazione del genere".

### Esecuzioni individuali
Le autorità tedesche hanno imposto la disciplina nel ghetto di Daugavpils impiccando le persone riconosciute in violazione delle loro numerose regole:
La forza di polizia del ghetto ebraico ha imposto queste regole. In almeno un'occasione, il capo della polizia, un certo Pasternak, all'inizio del 1942, eseguì un'impiccagione, anche se si percepiva che era riluttante a farlo. In quel caso, il corpo della donna giustiziata, Mina Gittelson, il cui crimine era camminare sul marciapiede e non per strada, e non indossava il distintivo ebraico, fu lasciato appeso per tre giorni. Un'altra fonte dice che aveva resistito alle avances del direttore dell'hotel in cui lavorava, e per rappresaglia aveva sporto denuncia contro di lei per traffico illecito. Fu giustiziata anche la 48enne Chaya Mayerova (altre fonti la indicano come Meyorvich e Mejerow), che fu fucilata davanti agli abitanti del ghetto riuniti per aver scambiato un pezzo di stoffa con due chilogrammi di farina.

### Liquidazione del ghetto
Pochi giorni dopo la strage di novembre, il ghetto fu chiuso, o nel termine burocratico, "messo in quarantena". Ciò significava che le poche persone autorizzate a lasciare il ghetto per lavorare in città non potevano più farlo. Questo ha interrotto la loro capacità di contrabbandare cibo. La gente è morta di fame. Le epidemie di tifo scoppiarono nel dicembre 1941 e nel febbraio 1942, uccidendo gli altri occupanti.

## Sparatoria di novembre
Alla fine di settembre 1941, i nazisti avevano ucciso circa 30.000 ebrei in Lettonia, per lo più in piccole città. Rimanevano ancora tre grandi centri abitati di ebrei, a Riga, Liepāja e Daugavpils. Dal 7 al 9 novembre 1941, i tedeschi uccisero la maggior parte degli ebrei rimasti nel ghetto di Daugavpils. Il numero delle vittime è controverso. Valdis Lumans ne dà un totale di 3.000. Il professor Ezergailis accetta la cifra nazista di 1.134, ma questa era basata su una fonte che apparentemente si riferisce a sparatorie in un solo giorno, il 9 novembre 1941. Le sparatorie in questo caso, di circa 3.000 persone, sono state commesse dal commando Arājs sotto la supervisione tedesca, e potrebbero essere state intese come una prova per il massacro molto più grande di Rumbula vicino a Riga il 30 novembre e l'8 dicembre 1941. Un sopravvissuto che all'epoca lavorava nell'ospedale del ghetto descrisse in seguito la scena:
Alcune persone sono riuscite a sopravvivere nascondendosi, compresi i pozzi delle latrine, all'interno della vecchia fortezza. Altri furono nascosti in ospedale dalle infermiere, a rischio per loro stesse. Nei quattro mesi da luglio a novembre 1941, i nazisti uccisero almeno 15.000 ebrei a Daugavpils. Delle diverse migliaia di persone nel ghetto, solo circa 900 rimasero in vita dopo le sparatorie di novembre. Dopo il massacro di novembre, un certo numero di ebrei con permessi di lavoro furono stanziati (kasierniert o "barracchiati") fuori dal ghetto presso la più grande fortezza più antica, a volte chiamata la cittadella, sul lato nord del fiume Daugava. Qui prestavano vari servizi di lavoro per l'esercito tedesco e, sebbene non fossero pagati e il cibo fosse scarso, erano trattati meglio degli ebrei che erano confinati nel ghetto. Poiché la cittadella era sotto l'amministrazione dell'esercito tedesco, le unità di polizia ausiliarie lettoni non furono viste.

## Unità tedesche e lettoni associate
Le seguenti unità dell'esercito tedesco erano associate al ghetto di Daugavpils o all'amministrazione del lavoro forzato:
- Amministrazione della caserma dell'esercito (Heeresunterkunft Verwaltung) n. 322. Questa organizzazione era responsabile della supervisione degli ebrei che lavoravano nei magazzini e nelle officine che scaricavano, pulivano, selezionavano e riparavano le uniformi dei soldati tedeschi feriti.[68]
- Amministrazione della caserma dell'esercito (Heeresunterkunft Verwaltung) n. 200. Quaranta donne ebree lavoravano per questa organizzazione, i cui compiti includevano la pulizia delle stanze degli ufficiali tedeschi.[68]
- Dipartimento dei servizi di costruzione dell'esercito (Heeresbaudienststelle) n. 100.[69]

## Liquidazione del 1º maggio

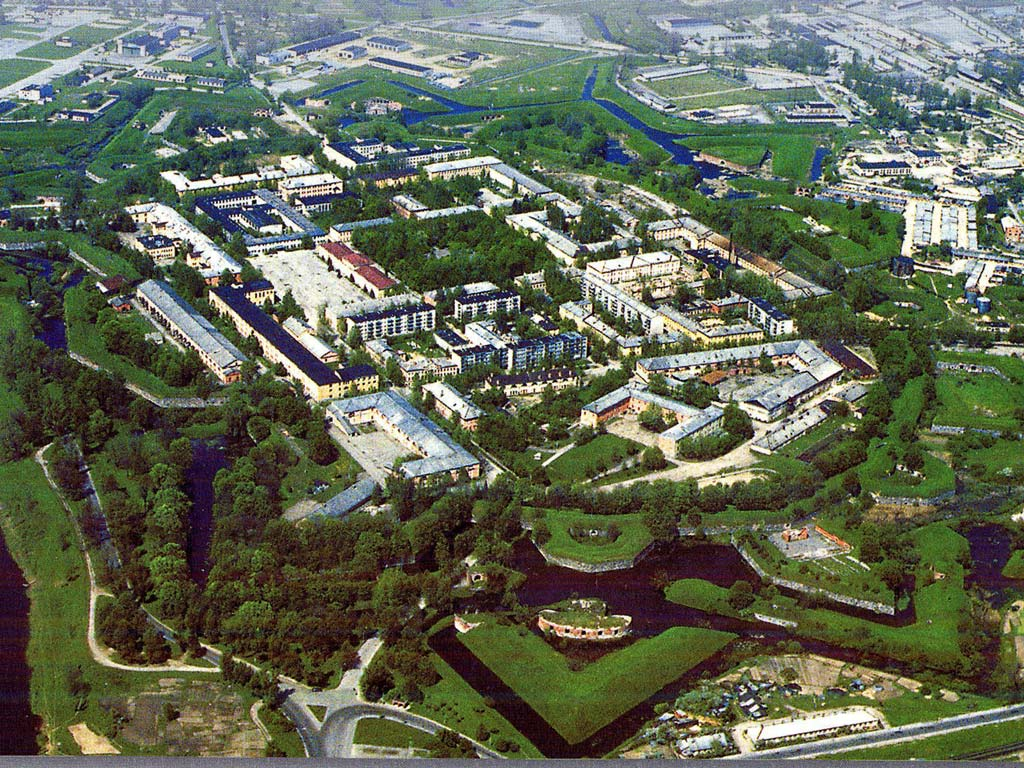
Vista aerea moderna della cittadella di Daugavpils, che mostra le enormi dimensioni dell'obsoleto forte stellare. Mentre alcuni ebrei erano alloggiati qui, la maggior parte di loro nel ghetto di Daugavpils furono incarcerati attraverso il fiume Daugava in un avamposto molto più piccolo di questa fortezza.

Il 1º maggio 1942 nella fortezza/ghetto della Griva vi erano circa 1.500 sopravvissuti. Rudolf Lange, comandante dell'SD in Lettonia, diede ordine a Tabbert di liquidare il ghetto. Gli uomini di Tabbert, e il commando Arājs, entrarono nel ghetto la mattina dopo che gli ebrei lavoratori erano stati portati nei luoghi di lavoro. Quel giorno i nazisti condussero un'altra "selezione", uccidendo la grande maggioranza degli ebrei all'interno del ghetto. Una fonte afferma che ci sono stati 375 sopravvissuti alla selezione del 1º maggio. Altri affermano che degli ebrei nella vecchia fortezza sul lato ovest del fiume, solo uno o due è sopravvissuto al 1º maggio. La selezione del 1º maggio ha seguito lo schema solito del raduno delle persone da giustiziare, quindi la marcia verso la foresta di Pogulianka dove sono stati tutti fucilati e spinti in fosse comuni.
Secondo Iwens, che si trovava alla cittadella, e ascoltò la storia pochi giorni dopo:
Una brutalità straordinaria ha accompagnato gli omicidi del 1º maggio. Tra l'altro, i nazisti giustiziarono i bambini più grandi nel ghetto stesso, allineandoli contro un muro e fucilandoli. La testimone oculare Maja Zarch, citata in Gilbert, ha dichiarato quanto segue:
Dopo le fucilazioni del 1º maggio, dei 16.000 ebrei di Daugavpils al momento della caduta della città in mano ai tedeschi, ne rimasero in vita circa 250 che lavoravano nella cittadella e da 180 a 200 che lavoravano in città. C'erano solo "una coppia" di bambini ebrei rimasti in vita. (Un'altra fonte dice che nel ghetto furono lasciati 1.000 detenuti.)

## Trasferimento a Kaiserwald
Alla fine di ottobre 1943, c'erano ancora alcuni ebrei alloggiati nella Cittadella che lavoravano per l'esercito tedesco. Il 28 ottobre, i nazisti e gli ausiliari lettoni radunarono queste persone e le trasferirono nel campo di concentramento di Kaiserwald. Alcuni ebrei erano riusciti a trovare o acquistare armi e c'era resistenza a questa azione; altri hanno ucciso i loro familiari e poi se stessi per evitare di essere presi. Alcuni scapparono o si nascosero, alcuni con l'aiuto di almeno due soldati tedeschi, uno di nome Liederman, l'altro Bruendl. Un numero molto piccolo (che si dice fosse 26 in totale) fu autorizzato a rimanere nella Cittadella per lavorare per l'esercito tedesco. Il 4 dicembre 1943, la polizia lettone arrestò questi ultimi ebrei, lasciando solo tre sopravvissuti che erano ancora nascosti nella Cittadella.

## Numero di vittime
Il numero preciso delle vittime non è chiaro. Iwens stimò che ci fossero 16.000 ebrei che vivevano a Daugavpils e solo 100 sopravvissero all'occupazione nazista. Iwens non fa una distinzione tra le morti totali nelle prime sparatorie, il ghetto e il campo di concentramento di Kaiserwald. Ezergailis calcola che circa 28.000 ebrei vivevano a Daugavpils e nel distretto di Latgale quando iniziò l'occupazione nazista. Di questi i nazisti uccisero circa 20.000, di cui 13.000 morirono a Daugavpils e 7.000 nelle città più piccole del distretto.

### Letteratura storiografica
- Dribins, Leo, Gūtmanis, Armands, and Vestermanis, Marģers, Latvia's Jewish Community: History, Tragedy, Revival (2001), available the website of the Latvian Ministry of Foreign Affairs
- Ehrenburg, Ilya, Grossman, Patterson, David, Louis, Irving, The Complete Black Book of Russian Jewry,  Transaction, New Brunswick, NJ 2002 ISBN 0-7658-0069-1
- Gilbert, Martin, The Holocaust: A History of the Jews of Europe during the Second World War, Holt, New York, NY, 1987 ISBN 0-8050-0348-7
- Kaufmann, Max, Die Vernichtung des Judens Lettlands (The Destruction of the Jews of Latvia), Munich, 1947, English translation by Laimdota Mazzarins available on-line as Churbn Lettland – The Destruction of the Jews of Latvia
- Lumans, Valdis O., Latvia in World War II, Fordham University Press, New York, NY, 2006 ISBN 0-8232-2627-1
- Press, Bernhard, The murder of the Jews in Latvia : 1941–1945, Evanston, Ill. : Northwestern University Press, 2000 ISBN 0-8101-1728-2
- Roseman, Mark, The Wannsee Conference and the Final Solution—A Reconsideration, Holt, New York, 2002 ISBN 0-8050-6810-4

### Racconti personali
- Abramowitch, Maja, To Forgive... but Not Forget: Maja's Story, 	Vallentine Mitchell, London 2002 ISBN 0-85303-432-X
- Frankel-Zaltzman, Paula, Haftling No. 94771 originally published Montreal 1949, republished in electronic version in five parts by the Montreal Institute for Genocide and Human Rights Studies.
- Iwens, Sidney, How Dark the Heavens: 1400 Days in the Grip of Nazi Terror,  Shengold, New York, NY 1990 ISBN 0-88400-147-4

### Processi e prove per crimini di guerra
- Jaeger Report, "Complete tabulation of executions carried out in the Einsatzkommando 3 zone up to December 1, 1941"
- Stahlecker, Franz W., "Comprehensive Report of Einsatzgruppe A Operations up to 15 October 1941", Exhibit L-180, translated in part and reprinted in Office of the United States Chief of Counsel For Prosecution of Axis Criminality, Nazi Conspiracy and Aggression, Volume VII, pages 978–995, USGPO, Washington DC 1946 ("Red Series")
- Trials of War Criminals before the Nuernberg Military Tribunals under Control Council Law No. 10, Nuernberg, October 1946 – April 1949, Volume IV, ("Green Series) (the "Einsatzgruppen case") also available at Mazel library (well indexed HTML version)